# ヨハン・アグレル
ヨーハン・ヨーアキム・アグレル（Johan Joachim Agrell, 1701年2月1日 - 1765年1月19日）は後期バロック音楽の作曲家。スウェーデン出身だがドイツで活躍した。
エステルイェートランド地方のレート（Löth）に生まれ、ウプサラに学ぶ。1734年までにヴァイオリニストとしてカッセル宮廷楽団に加わり、イングランドやフランス、イタリアなど各地を転々とした。1746年以降はニュルンベルクの宮廷楽長に就任した。機会音楽用の声楽曲や、数々のシンフォニア、チェンバロ協奏曲やチェンバロ・ソナタなどを遺し、その多くが出版された。北ドイツのギャラント様式により流麗な作品を遺し、演奏家や指揮者としても評価された。ペール・リンズフォシュ著の評伝によると、アグレルは少なくとも22曲のシンフォニアを作曲したという。ニュルンベルクにて客死。

## 参考資料
- Per Lindfors, “Agrell, Johan”, in Svensk uppslagsbok, 2nd ed., vol. 1, 1948.